# セックス・トラフィック
『セックス・トラフィック』(Sex Traffic) は、イギリスとカナダの共同制作による2部構成のテレビドラマ。アビ・モーガンの脚本、デヴィッド・イェーツの演出により、2004年10月14日からイギリスのチャンネル4にて放映開始された 。制作はヴェロニカ・カスティッロとデレク・ワックス。

## あらすじ
主演のジョン・シムが演じるジャーナリスト、ダニエル・アップルトンが、アメリカの警備会社に雇われた人身取引捜査官を巻き込んだ、人身取引の闇のコネクションを暴く。ダニエルは、被害者の1人であるエレナ(アナマリア・マリンカ)に救出を誓い、貧困にあえぐ東ヨーロッパの若い女性たちを性的奴隷として売買する人身取引ビジネスの実態を暴露してゆく。